# The Maltese Falcon (1931)
The Maltese Falcon is een film uit 1931 onder regie van Roy Del Ruth. De film is gebaseerd op het gelijknamige boek van Dashiell Hammett en werd opnieuw gemaakt in de meer succesvolle film noir-versie uit 1941. De twee films komen in veel opzichten met elkaar overeen, hoewel er in deze adaptatie meer nadruk wordt gelegd op de seksualiteit. Hierdoor is de film ook lange tijd verboden geweest. Toen de beter bekende bewerking in 1941 werd uitgebracht, veranderde de studio de titel van deze film naar Dangerous Female om zo verwarring te voorkomen.

## Verhaal
Sam Spade is de eigenaar van een detectivebureau. Zijn vriend Miles Archer werkt hier ook. Als Archer wordt doodgeschoten, wordt Spade de hoofdverdachte. Spade is vastberaden de moord te ontrafelen en belandt zo ook in een andere misdaad.

## Rolverdeling
| Acteur               | Personage             |
| -------------------- | --------------------- |
| Ricardo Cortez       | Sam Spade             |
| Bebe Daniels         | Ruth Wonderly         |
| Thelma Todd          | Iva Archer            |
| Una Merkel           | Effie Perrine         |
| Dudley Digges        | Casper Gutman         |
| Robert Elliott       | Lt. Dundy             |
| Walter Long          | Miles Archer          |
| Dwight Frye          | Wilmer Cook           |
| J. Farrell MacDonald | Det. Sgt. Tom Polhaus |